# Tour das Filipinas
O Tour das Filipinas (oficialmente: Le Tour das Filipinas), é uma carreira ciclista profissional por etapas que se disputa nas Filipinas, em meados do mês fevereiro.
Tem as suas origens em 1955, com uma carreira de três dias entre Manila e Vigan. Posteriormente passou a denominar-se Tour de Luzón até 1998 em que sofreu uma paragem. Foi relançada em 2002 com o nome FedEx Express Tour e em 2005, Tour de Oro. De 2006 a 2009 denominou-se Padyak Pinoy, até que em 2010 ao ser incluída no calendário internacional passou a se chamar Tour de Filipinas fazendo parte do UCI Asia Tour, dentro da categoria 2.2 (última categoria do profissionalismo).
Consta de quatro etapas, a última delas de montanha.

## Palmarés
| Ano  | Vencedor         | Segundo               | Terceiro              |
| ---- | ---------------- | --------------------- | --------------------- |
| 2010 | David McCann     | Lloyd Lucien Reynante | Jonipher Ravina       |
| 2011 | Rahim Ememi      | Farshad Salehian      | Amir Zargari          |
| 2012 | Jonipher Ravina  | Sea Keong Loh         | Joel Calderon         |
| 2013 | Ghader Mizbani   | Amir Kolahdozhagh     | John Ebsen            |
| 2014 | Mark Galedo      | Eric Sheppard         | Alireza Asgharzadeh   |
| 2015 | Thomas Lebas     | Mark Galedo           | Damien Monier         |
| 2016 | Oleg Zemlyakov   | Yevgeniy Gidich       | Maral-erdene Batmunkh |
| 2017 | Jai Crawford     | Daniel Whitehouse     | Fernando Grijalba     |
| 2018 | El Joshua Cariño | Metkel Eyob           | Ronald Oranza         |
| 2019 | Jeroen Meijers   | Choon Huat Goh        | Angus Lyons           |

## Palmarés por países
| País          | Vitórias |
| ------------- | -------- |
| Filipinas     | 3        |
| Irão          | 2        |
| Irlanda       | 1        |
| França        | 1        |
| Cazaquistão   | 1        |
| Austrália     | 1        |
| Países Baixos | 1        |